# Torre d'Illetes
La Torre d'Illetes és una torre de guaita situada a l'Illa de la Torre, un illot de la badia de Palma. Fou bastida cap a 1580 com a torre de senyals per la vigilància i protecció de la zona, i reformada dins el segle xvii per poder-hi col·locar peces d'artilleria. Del segle xix ençà es trobava en estat de ruïna, però ha estat consolidada i rehabilitada recentment.

## Descripció
Està situada en un illot de la badia de Palma, l'Illa de la Torre, a escassos metres de la costa, en terrenys que eren propietat del marquès de la Romana. Es tracta d'una torre que té dues fases de construcció. La primera, de mitjan segle xvi, era una torre de senyals feta de pedra i morter, amb una primera alçada troncocònica lleugerament atalussada, i una segona alçada cilíndrica. L'interior és reduït i auster, sense fornícules ni armariets, atès que és probable que el torrer no hi visqués de manera continuada, i tenia un buit que permetia pujar a la terrassa amb una escala moble. L'enllosat de la terrassa era de pedres de marès, i es conserva parcialment.
A final de segle xvi, per la necessitat que acollís peces d'artilleria i per evitar bastir una torre nova, es construí un folre d'un metre entorn de tota la torre amb la finalitat de reforçar-la i, principalment, per donar més superfície a la terrassa i fer-hi caber l'artilleria. Aquest folre, fet amb peces de marès més grosses però de tècnica constructiva semblant, dotava la torre d'un aspecte totalment cilíndric.
La torre es trobava parcialment enrunada pels temporals de llebeig, i fou restaurada en dues ocasions. La restauració ha mantengut l'enrunament parcial del folre per la cara de llebeig, i això permet distingir les dues fases constructives, amb la torre original intacta i el folre parcialment esbucat.

## Història
La torre està situada en un entorn que ofereix protecció per ancorar-hi fins a vint vaixells, de manera que la protecció amb una torre es jutjava necessària. Degué esser construïda poc abans de 1580, perquè hi ha la notícia que encara no tenia facilitats, i el torrer tenia una barca a disposició per anar a cercar les provisions a terra ferma. Llavors encara no tenia cap aljub, i l'aigua s'emmagatzemava en dos barrils. El 1584 el Gran i General Consell reconeixia que calia finançament per acabar l'obra.
Ben aviat es féu evident que la torre s'havia construït massa petita, perquè no tenia prou diàmetre per acollir una peça d'artilleria a la terrassa. Així ho manifestà el 1585 el virrei Lluís Vic, qui ordenà fer-la més grossa. Dos anys més tard s'encomanà la tasca a Joan Torres i el seu fill. El 1593 ja hi havia un mosquet de posta, i un any més tard un sacre (una mena de colobrina) de bronze i un mosquet de forquilla. El 1597, el torrer, Domingo Fortesa, disposava d'un mosquet de murada i d'un canó de bronze de 12 quintar. Aquell mateix any, per orde del virrei, Antoni Planes hi féu reparacions.
El segle xvii continuaren les reformes per acréixer-la. El 1684 els picapedrers Jaume Clar i Josep Cladera feren de nou la terrassa per l'artilleria i adobaren l'aljub. Es documenten més reparacions i canvis en l'artilleria els anys 1706 i 1722. El 1733, el torrer Joan Moragues rebé pólvora, munició i dues escopetes. El 1741 es documenta la concessió d'una nova barca, que fou reparada el 1753. Els problemes estructurals de la torre, fos per les fases constructives, fos per les inclemències del temps, romanen ben palesos davant el fet que, tot i les reparacions recents, el 1754 el batle de Calvià exposava la necessitat d'adobar la garita del porxo i la cambra i de fer una porta nova. El 1769 1769 disposava de dos torrers.
El 1793 la torre ja amenaçava de ruïna, però tot i així encara posseïa dos fusells, dues pistoles i dues espingardes. L'any següent es conclogué que calia fer-la de nou, per tal que tengués capacitat per tres o quatre canons. El fet és, però, que la potència de la pirateria barbaresca havia minorat prou, sobretot després de les campanyes del Capità Toni a Alger, i el perill no es veia tan a prop. El 1821 es pressupostà la nova torre, però no s'arribà a construir, i el 1824 hi ha constància que estava totalment enrunada. Finalment, la nova torre no es construí mai i la vella no s'utilitzà més que per fer senyals fins que el sistema de vigilància de les torres romangué obsolet.
La degradació de la torre avançà al llarg de tot el segle xx, i fou restaurada entre el 2018 i el 2019 pel Ministeri de Defensa espanyol amb finançament de Fundatur. La restauració ha consolidat l'estructura de la torre, ha rehabilitat els interiors i la terrassa i ha preservat l'esfondrament parcial del folre de la torre, cosa que permet apreciar-ne les dues fases constructives.